# Antonia Jiménez
Pour les articles homonymes, voir Jiménez.
Antonia Jiménez (née en 1972 en Andalousie) est une des rares guitaristes et compositrices de flamenco espagnoles, considérée comme l'une des femmes espagnoles les plus en vue dans ce domaine,.

## Biographie
Née à El Puerto de Santa María (province de Cadix), elle est issue d'un milieu qui côtoyait les gitans et a étudié la guitare avec Antonia Villar dès son jeune âge. Elle a accompagné des chanteurs et des danseurs de flamenco en Andalousie, puis a déménagé à Madrid. Elle est devenue accompagnatrice pour les compagnies de danse Nuevo Ballet Español et Arrieritos (es). Elle a également poursuivi ses études de guitare avec Enrique Vargas.
La guitare lui permet de voyager à l'étranger dès l'âge de 18 ans pendant une décennie, elle devient professionnelle après une année passée au Japon. Elle s'installe en 2000 à Madrid où elle rencontre des danseurs de flamenco, dont Merche Esmeralda, Olga Pericet (es), Rocío Molina, Manuel Liñán et Belén Maya. Elle a joué dans le spectacle de Marco Flores (es) De Flamencas et crée sa propre production Dos Tocaoras, où elle se produit avec Marta Robles,.
Antonia Jiménez a accompagné des chanteurs dont Carmen Linares et Juan Pinilla (es).
Lors de la Journée internationale de la femme en 2005, Antonia Jiménez et Marta Robles ont accompagné Carmen Linares dans le spectacle La Diosa Blanca, la première fois que deux femmes guitaristes de flamenco se produisaient ensemble sur scène.
Elle s'est produite en soliste à Flamenco en France 2017 et au festival de flamenco de Nîmes en 2020, en trio avec la chanteuse Imma La Carbonera et le percussionniste Enrique Terrón.